# 塞德萊茨藏骨堂

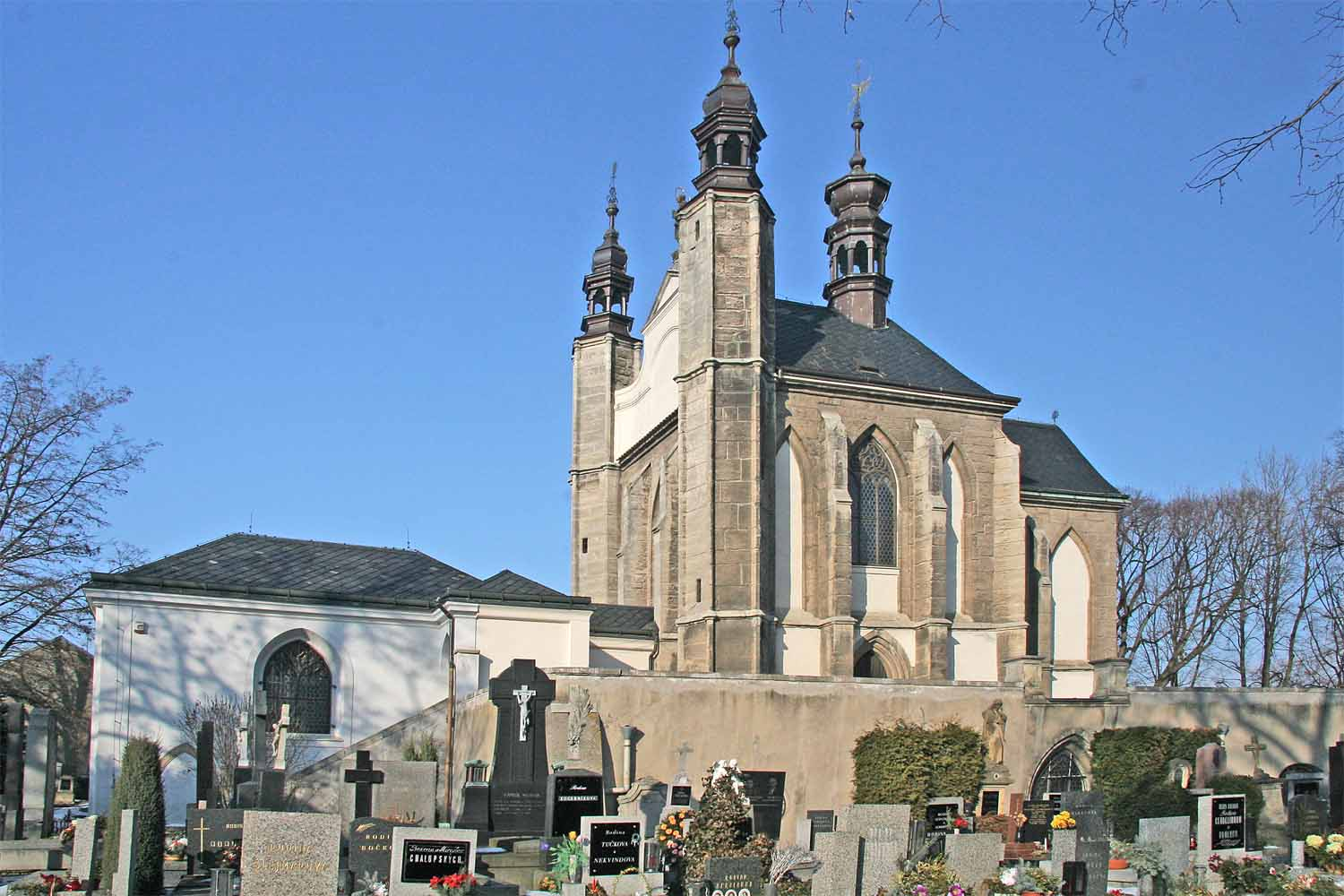
小聖堂外景

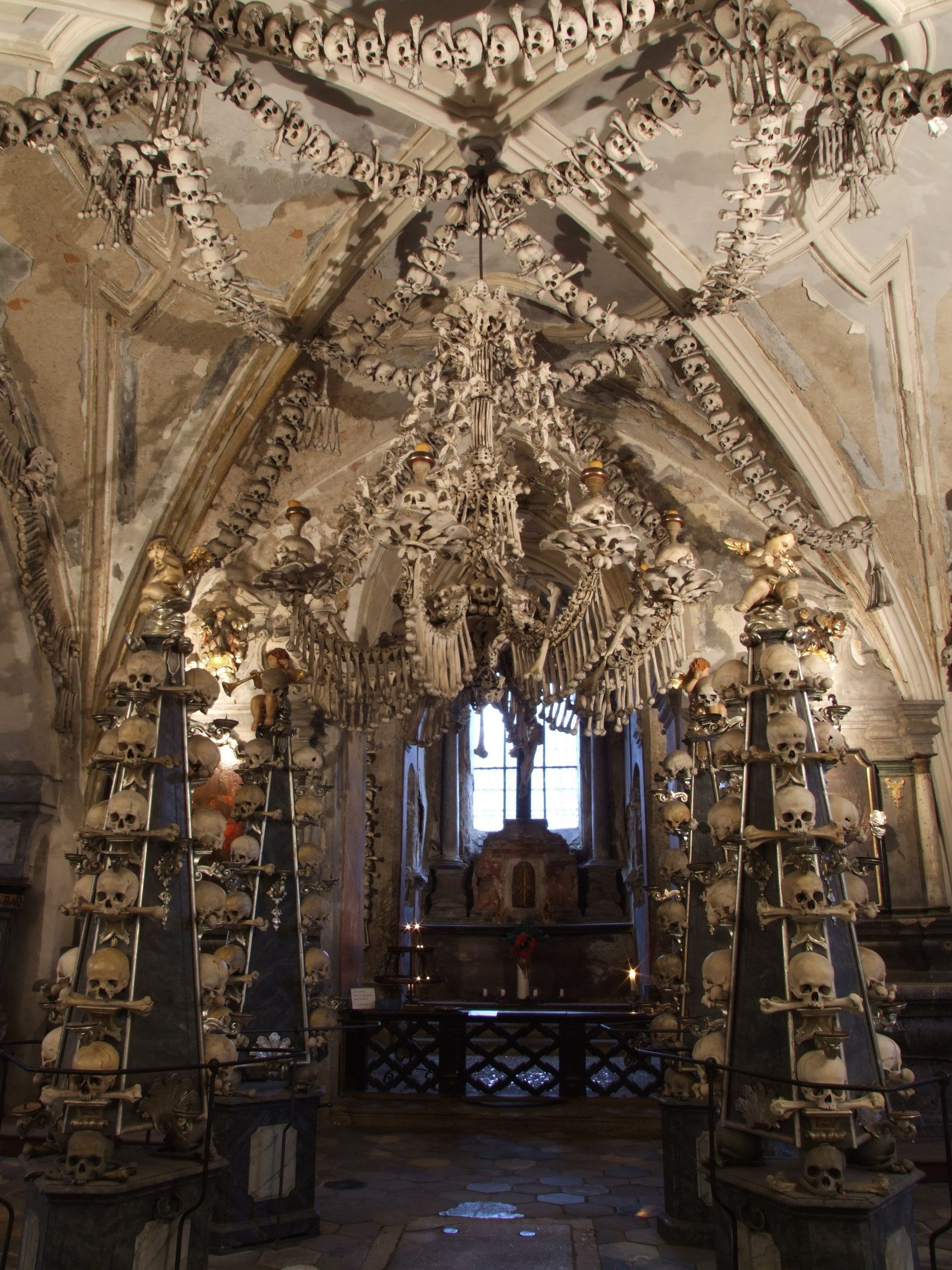
塞德萊克藏骨堂內部

49°57′43.04″N 15°17′17.85″E / 49.9619556°N 15.2882917°E
塞德萊茨藏骨堂（捷克語：Kostnice v Sedlci），中文俗稱人骨教堂，是位於捷克庫特納霍拉郊區諸聖公墓（Hřbitovní kostel Všech Svatých）中的一座小型羅馬天主教小聖堂，是世界文化遺產“歷史城區及聖巴巴拉教堂和塞德萊茨的聖母大教堂”的一部分。
這座小聖堂中收藏有四萬到七萬人的骨架，具體數字並沒有統計。這些人骨以裝飾品、家具的形式陳列在這裡。它是捷克共和國遊客參觀次數最多的景點之一。
這些人骨多來自14世紀黑死病和15世紀初胡斯戰爭殺死的當地人，他們原先被葬在13世紀末建造的公墓裡，這座哥特式小聖堂1400年左右建成時掘開了許多墓葬，墓葬中的遺骨就被收藏於其中，因此變成了藏骨堂。

## 外部連結
- 官方網站

［https://travel.ettoday.net/amp/amp_news.php7?news_id=1561936 （页面存档备份，存于） 新聞］